# Eric Stephenson
Eric Stephenson (Bexleyheath, 17 settembre 1914 – settembre 1944) è stato un calciatore inglese, di ruolo attaccante.